# Universität Xinjiang
Die Universität Xinjiang (Uigurisch: شىنجاڭ داشۆ Xinjiang Daxüe bzw. شىنجاڭ ئۇنىۋېرسىتېتى‎ Xinjiang Uniwersiteti; Chinesisch: Xīnjiāng Dàxué 新疆大学) ist eine Hochschule in der chinesischen Stadt Ürümqi. Sie wurde 1924 gegründet.
Die Universität Xinjiang gehört zu den führenden Universitäten in der Volksrepublik China und ist eine Schwerpunkthochschule der Kategorie im »Plan für den Aufbau erstklassiger Universitäten und erstklassiger Studienprogramme« sowie des vorhergehenden »Projektes 221« und wurde in das »Umfassende Projekt zur Leistungsförderung von Hochschulen in Zentral- und Westchina«  aufgenommen. Der Sitz der Universität Xinjiang ist in Ürümqi im Autonomen Gebiet Xinjiang der Uiguren. Sie verfügt über den Honghu-Campus (Hauptcampus), Freundschaftscampus (Nordcampus), den Südcampus und den Boda-Campus (Neuen Campus).

## Geschichte

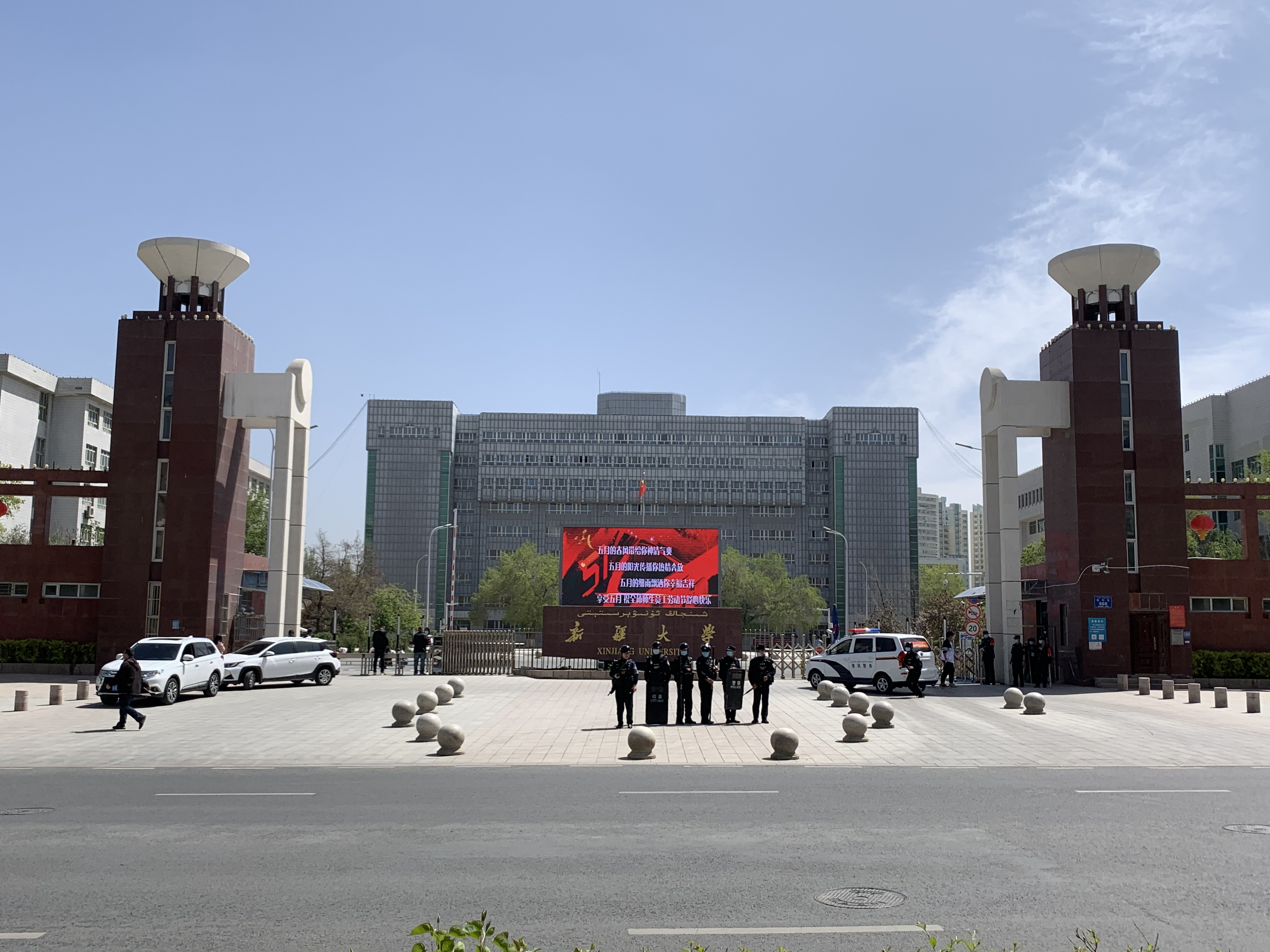
Haupttor der Universität Xinjiang (Honghu-Campus)

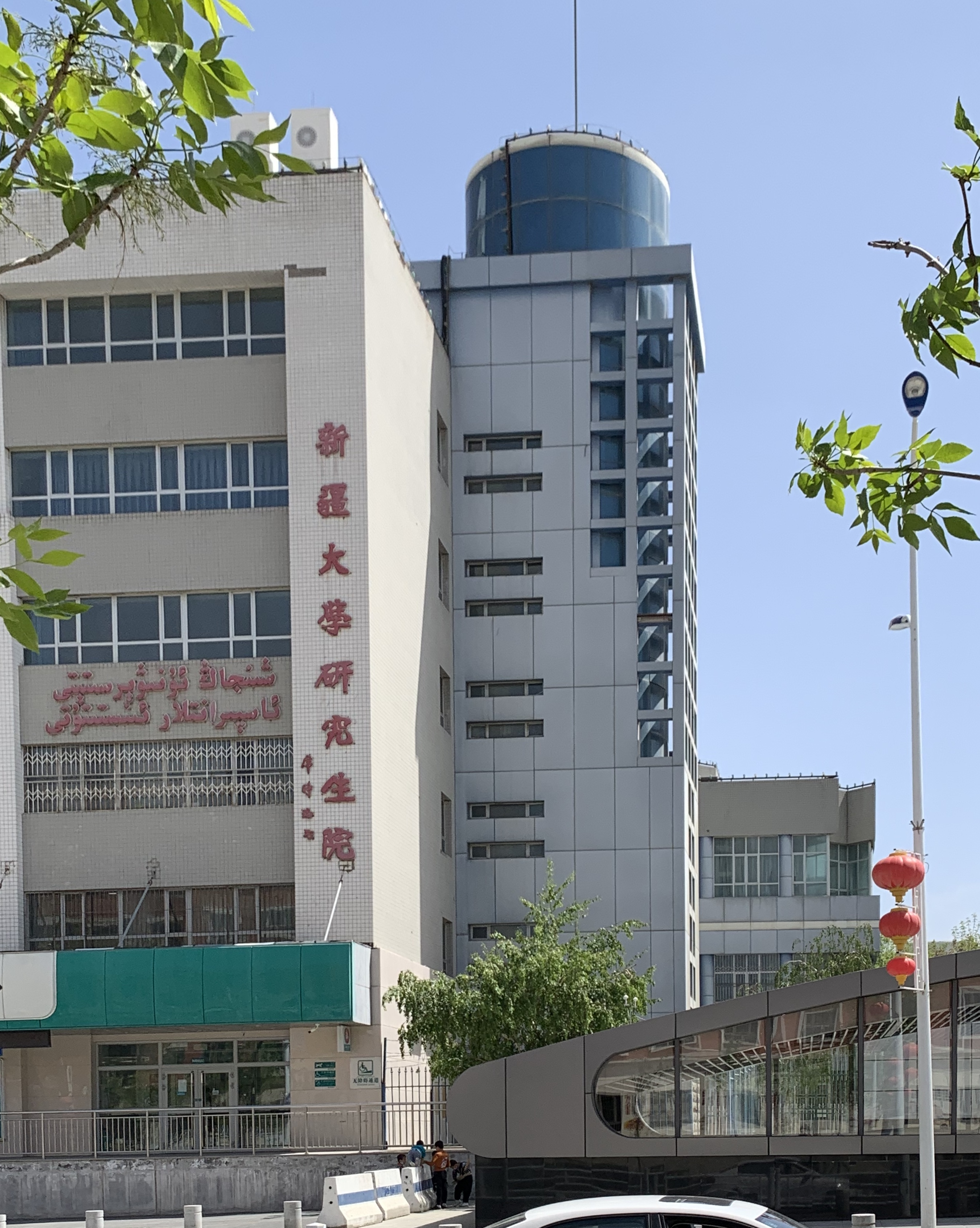
Gebäude für MA- und Doktoratsstudien

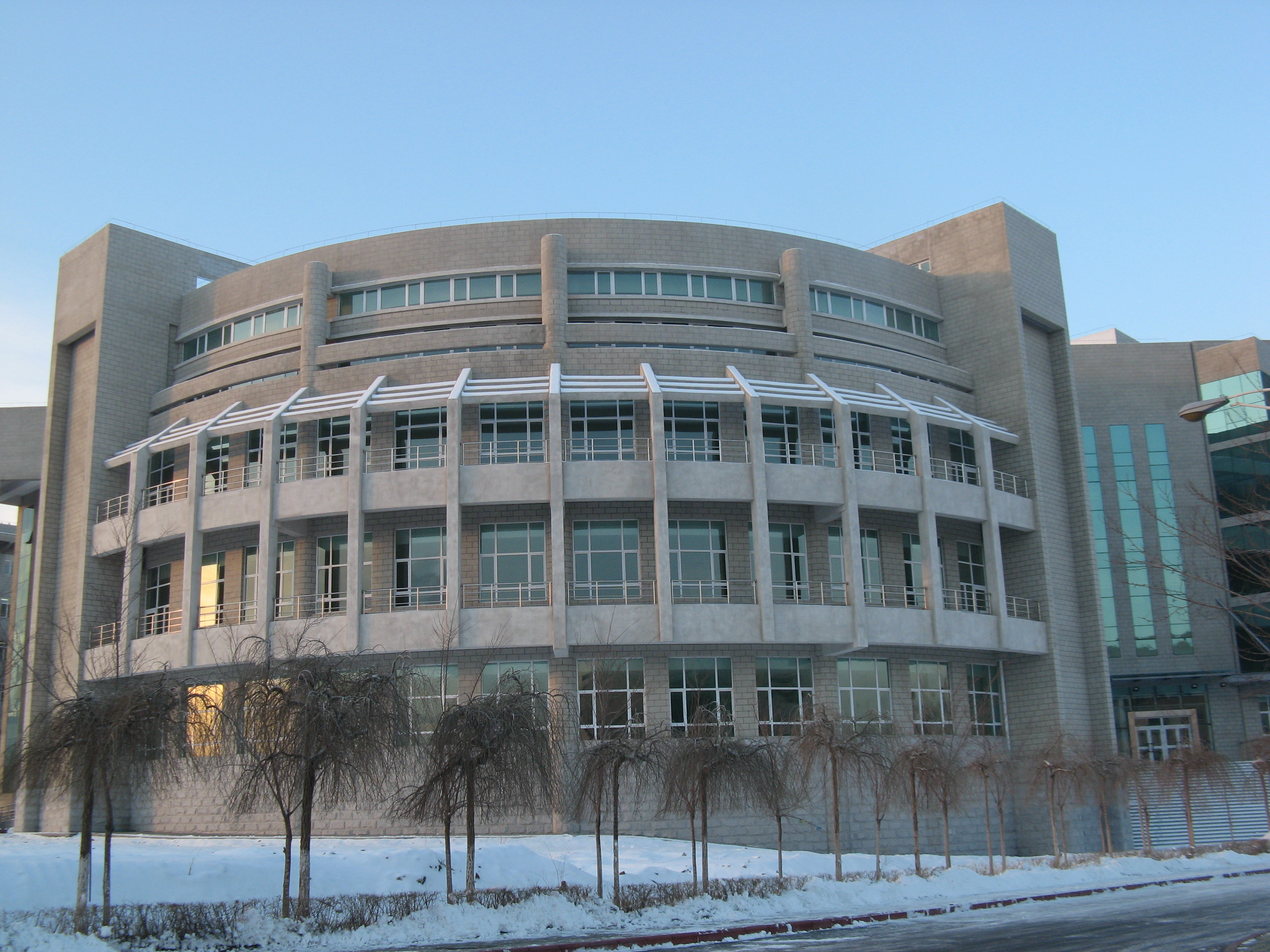
Bibliothek auf dem Südcampus der Universität Xinjiang

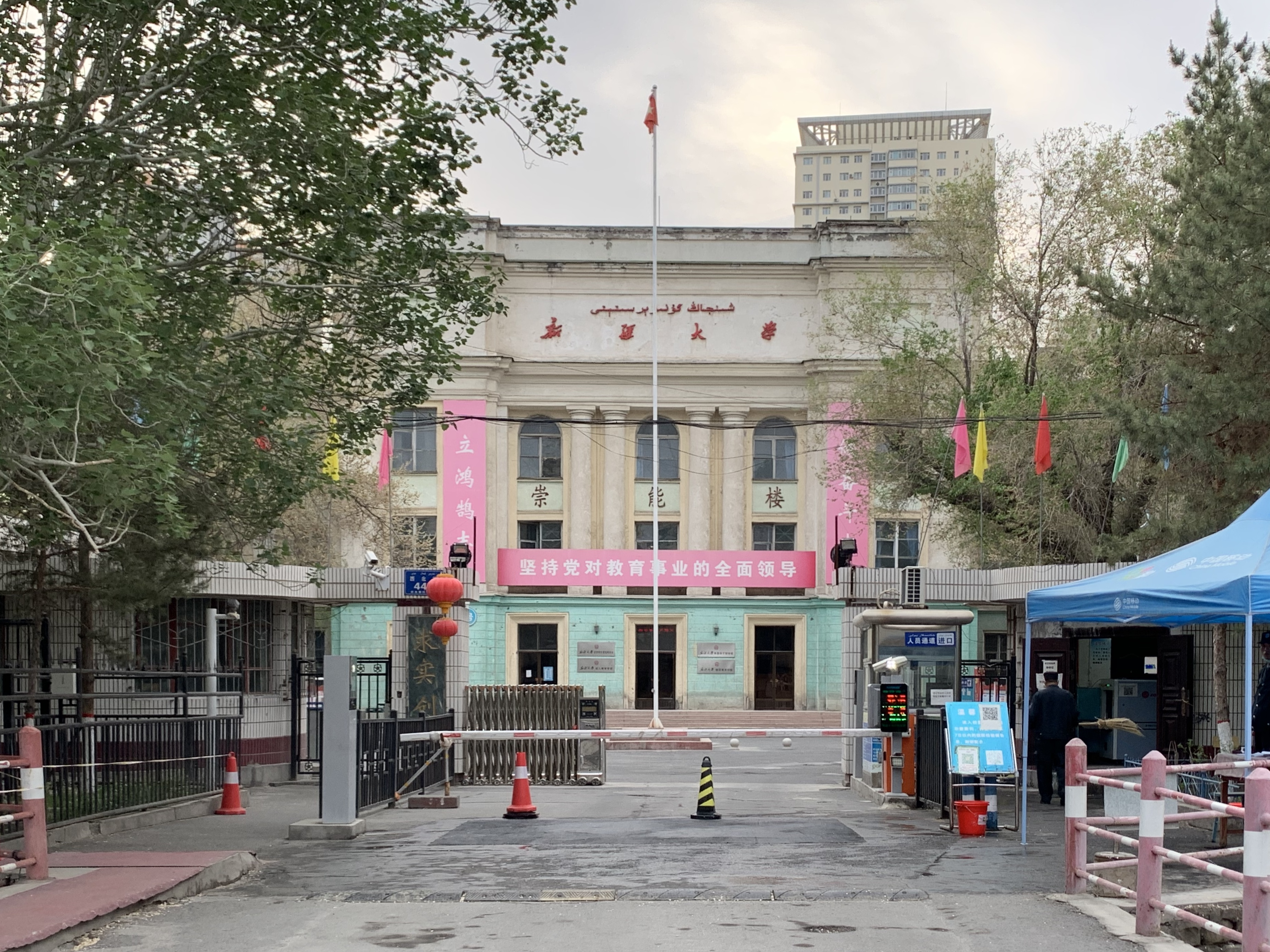
Nordcampus der Universität Xinjiang

### Republikzeit
Im Januar 1924 gründete Yang Zengxin, der Gouverneur von Xinjiang, die Fachschule der Provinz Xinjiang für Russisch, Recht und Politik (新疆省立俄文法政专门学校 / Xinjiang ros tili məhsus məktipi). Im August 1928 wurde sie in Schule der Provinz Xinjiang für russische Sprache, Recht und Politik (新疆省立俄文法政学校) umbenannt, im Januar 1931 in Xinjiang-Fakultät für russische Sprache, Recht und Politik (新疆俄文法政学院) und im Januar 1935 in Xinjiang-Fakultät (新疆学院 / Xinjiang Fakulteti). 1941 wurde die Landwirtschaftsschule der Bauabteilung der Provinz Xinjiang (新疆省建设厅农业学校) in die Fakultät eingegliedert.

### Anfangsperiode der Volksrepublik

#### Entwicklung der Universität Xinjiang
Im Jahr 1950 wurden das Spracheninstitut der Provinz (新疆省语文学院) und die Ahmetdschan-Fachschule von Ili (伊犁阿合买提江专科学校) in die Xinjiang-Fakultät eingegliedert, die am 1. Oktober 1950 in Nationalitäten-Fakultät Xinjiang (新疆民族学院) umbenannt wurde. Im Juni 1951 wurde die Zweite Pädagogische Hochschule (新疆第二师范) in die Nationalitäten-Fakultät Xinjiang eingegliedert, und Zhang Dongyue 张东月 wurde zum Parteisekretär sowie zum Vizerektor ernannt. Die Fakultät bestand damals aus den drei Abteilungen Bildung, Land- und Forstwirtschaft sowie Tierzucht und Veterinärmedizin; sie hatte rund 300 Studenten sieben Vollzeit-Lehrkräfte und es gab nur ein Mitglied der Kommunistischen Partei Chinas unter den mehr als 40 Lehrkräften und Mitarbeitern. Im November 1953 wurde die Veterinärklasse der Abteilung für Tierzucht des Nordwestchinesischen Nationalitäteninstitutes in die Nationalitäten-Fakultät Xinjiang eingegliedert, und im Oktober 1954 wurde diese wieder in Xinjiang-Fakultät umbenannt. Im Mai 1959 beschloss das Hochschulministerium, dass die Universität Peking, die Tsinghua-Universität und die Universität Nordwestchinas die Gründung der Universität Xinjiang unterstützen würden, und am 1. Oktober 1960 wurde diese offiziell gegründet. 1962 wurde das Pädagogische Institut Xinjiang in die Universität eingegliedert. Im Juli 1962 wurden die drei ingenieurswissenschaftlichen Fächer Maschinenbau, Elektromaschinenbau und Elektrotechnik an die Fakultät für Bergbau und Metallurgie Xinjiang übertragen. 1978 wurde die Universität zu einer Nationalen Schwerpunkthochschule bestimmt (国家重点大学). Im April 1979 wurden die Abteilung für Lehrerausbildung mit der Außenstelle Sanping (三平分校) ausgegliedert und zur Pädagogischen Universität Xinjiang zusammengeschlossen.

#### Pädagogische Fakultät Xinjiang
Im Oktober 1950 wurde das Institut für Sprache und Literatur (语文系) der Xinjiang-Fakultät ausgegliedert und als Russisch-Brigade des Militärbezirks Xinjiang (新疆军区俄文大队) gegründet. Im August 1951 wurde diese Fachhochschule des Militärbezirks Xinjiang für Russisch (新疆军区俄文专科学校) umbenannt; ihre Rektoren waren Wang Jiqing 王季青 und Niu Qiyi 牛其益. Im Februar 1957 wurde die Fachhochschule in Fakultät für Sprache und Literatur Xinjiang (新疆语文学院) umbenannt und Ma Hongshan 马宏山 wurde Vizerektor. Im Mai 1959 wurden die Pädagogische Fakultät Xinjiang und die Fakultät für Sprache und Literatur Xinjiang zur Pädagogischen Fakultät Xinjiang (新疆师范学院) zusammengeschlossen, und diese wurde im Juli 1962 als Abteilung für Fremdsprachen der Universität Xinjiang angegliedert.

#### Technische Fakultät Xinjiang
Im Januar 1953 wurde die Technische Schule für Bergbau (中苏有色金属公司) der Chinesisch-Sowjetischen Buntmetallgesellschaft (矿山技术学校) gegründet. Am 1. Januar 1955 wurde sie in Bergbauschule Ürümqi des Ministeriums für Schwerindustrie (重工业部乌鲁木齐矿业学校) umbenannt; im September 1956 wurde sie dem Ministerium für Metallindustrie unterstellt; im Juli 1958 wurde sie in Fakultät für Bergbau und Metallurgie Xinjiang unbenannt; diese wurde im April 1966 in Technische Fakultät Xinjiang (新疆工学院) umbenannt.

### Reformperiode
Im Jahr 1997 wurde die Universität als Schwerpunkthochschule in das Projekt 211 aufgenommen und zu einer Schwerpunktuniversität des Nationalen Projektes zur Erschließung von Westchina bestimmt.
Am 30. Dezember 2000 wurden die Universität Xinjiang und die Technische Fakultät Xinjiang zur neuen Universität Xinjiang zusammengeschlossen. 2004 wurde sie der gemeinsamen Leitung der Volksregierung des Autonomen Gebietes Xinjiang der Uiguren und des Bildungsministeriums (省部共建) unterstellt. 2012 wurde die Universität in das nationale »Projekt zur umfassenden Stärkung der Hochschulen von Zentral- und Westchina« aufgenommen. Im September 2017 sie in das Projekt zum Aufbau von Weltklasse-Universitäten (Kategorie B) aufgenommen. Im Jahr 2018 wurde der Verwaltungsstatus der Universität aufgewertet (von 省部共建 zu 部省合建).
Im Mai 2002 wurde ein Beschluss veröffentlicht, ab September des Jahres an der Universität Xinjiang nicht mehr Chinesisch, Uigurisch und Kasachisch, sondern nur mehr Chinesisch als Unterrichtssprache für alle Studienfächer ausgenommen besonderer Lehrveranstaltungen über Sprachen und Literaturen der nationalen Minderheiten zu verwenden. Chinesische Medien berichteten zunächst, dass Lehrenden und Studenten an der Universität dies begrüßen würden.
Unter den zahlreichen Uiguren, die ab 2017 verhaftet wurden, waren einige prominente Persönlichkeiten der Universität Xinjiang, unter anderem der Geograf und ehemalige Rektor der Universität Tashpolat Tiyip (er wurde zum Tod verurteilt und im Fernsehpropagandafilm 《教科书里面的阴谋》 in seiner Gefängnisuniform vorgeführt) und die Ethnologin Rahilə Dawut.

## Gegenwart

### Abteilungen
Abteilung für Marxismus, Abteilung für Politik und öffentliche Verwaltung, Abteilung für Wirtschaft und Management, Abteilung für Rechtswissenschaften, Abteilung für chinesische Sprache und Literatur, Abteilung für Geschichte, Abteilung für Journalismus und Kommunikation, Abteilung für Fremdsprachen, Abteilung für Wirtschaft, Abteilung für internationalen kulturellen Austausch, Abteilung für Tourismus, Abteilung für Mathematik und Systemwissenschaft, Abteilung für physikalische Wissenschaft und Technik, Abteilung für Chemie, Abteilung für Biowissenschaften und -technologie, Abteilung für Ressourcen- und Umweltwissenschaften, Abteilung für Chemieingenieurwesen, Abteilung für Informationswissenschaft und -technik , Abteilung für Maschinenbau, Abteilung für Elektrotechnik, Abteilung für Architekturingenieurwesen, Abteilung für Textilien und Bekleidung, Abteilung für Geologie und Abteilung für Bergbauingenieurwesen, Abteilung für Software, Lin-Jilu-Kaderschule (林基路), Abteilung für Zukunftstechnologie

### Forschungseinrichtungen
Die Universität Xinjiang hat eine Reihe von Forschungseinrichtungen, darunter für biologische Ressourcen und Gentechnik, Oasen-Ökologie, Energiematerialchemie, Erdöl- und Erdgaschemie, saubere Energie und intelligente Steuerung, CAD/CAE/CAM, Signal- und Informationsverarbeitung, Festkörperphysik, Seismologie, energiesparende Gebäude, Biologie, erneuerbare Energien, Stromerzeugung und Netzanbindungstechnologie, Bauingenieurwesentechnologie, Digitales Design und digitale Fertigungstechnologie sowe theoretische Physik.

### Wappen
Das zentrale Motiv des Universätitsemblems ist das Rote Gebäude, das älteste Lehrgebäude der Universität Xinjiang. Die Jahreszahl 1924 bezieht sich auf die Gründung der Universität, die sechs Blütenblätter symbolisieren die Studenten der Xinjiang-Universität auf der ganzen Welt sowie Pfirsich- und Pflaumenblüten. Die Bergkette stellt den Tianshan dar, an dessen Fuße sich die Universität befindet. Am Rand des Emblems steht »Universität Xinjiang« auf Chinesisch, Uigurisch und Englisch.

### Motto
Im Jahr 1938 wurde nach dem Vorbild der Widerstandsuniversität in Yan’an das Motto »Eintracht, Anspannung, Schlichtheit und Lebendigkeit« (团结、紧张、质朴、活泼) gewählt.

## Asteroid
Am 25. September 2018 benannte das Minor Planet Center den Asteroid »192450 Xinjiangdaxue« nach der Universität.

## Verkehrsanbindung
Die Universität Xinjiang hat eine eigene U-Bahn-Station an der Linie 1.

## Bekannte Absolventen

### Politik
- Yu Xiusong 俞秀松, ein führender Aktivist aus der Anfangszeit der KPCh
- Lin Jilu 林基路, ein jugendlicher Aktivist der KPCh
- Abdulkerim Abbas (1921–1949), ein uigurischer Politiker
- Luo Zhi 罗志, kommunistischer Aktivist aus Xinjiang
- Nur Bəkri نۇر بەكرى‎, u. a. stellvertretender Vorsitzender der Staatlichen Kommission für Entwicklung und Reform
- Jappar Həbibulla جاپپار ھەبىبۇللا‎, stellvertretender Vorsitzender des Volkskongresses des Autonomen Gebietes Xinjiang der Uiguren
- Məmtimin Zakir مەمتىمىن زاكىر‎, stellvertretender Vorsitzender des Volkskongresses des Autonomen Gebietes Xinjiang der Uiguren
- Wang Huaiyu 王怀玉, stellvertretender Vorsitzender des Volkskongresses des Autonomen Gebietes Xinjiang der Uiguren
- Ablət Abdurixit ئابلەت ئابدۇرىشىت‎, ehemaliger Vorsitzender des Autonomen Gebietes Xinjiang der Uiguren
- Yang Gang 杨刚, ehemaliger stellvertretender Direktor des Nationalen Hauptamtes für Qualitätskontrolle, Inspektionen und Quarantäne
- Fu Qiang 符强, Sekretär des Parteikomitees des Autonomen Gebietes Xinjiang der Uiguren
- Nurlan Əbilməjinuli نۇرلان ٴابىلماجىن ۇلى, Vorsitzender der Politischen Konsultativkonferenz des Autonomen Gebietes Xinjiang der Uiguren
- Hou Chang’an, ehemaliger Sekretär des Parteikomitees der Provinz Hubei

### Wissenschaft
- Tashpolat Tiyip (* 1958), Geograf und ehemaliger Rektor der Universität Xinjiang
- Abdulla Abbas, Biologe
- Zhou Ji (* 1946), ehemaliger Rektor der Chinesischen Akademie der Ingenieurswissenschaften
- Jia Chengzao 贾承造, Erdölgeologe

### Kunst und Kultur
- Li Yi 李屹, stellvertretender Vorsitzender des Chinesischen Zentralverbandes für Literatur und Kunst (中国文学艺术界联合会)